# فانوس مريانغسجون الحجري
فانوس مرياغنسجون الحجري (بالكورية: 부석사 무량수전 앞 석등) هو الكنز الوطني لكوريا الجنوبية رقم 17.

## معرض الصور

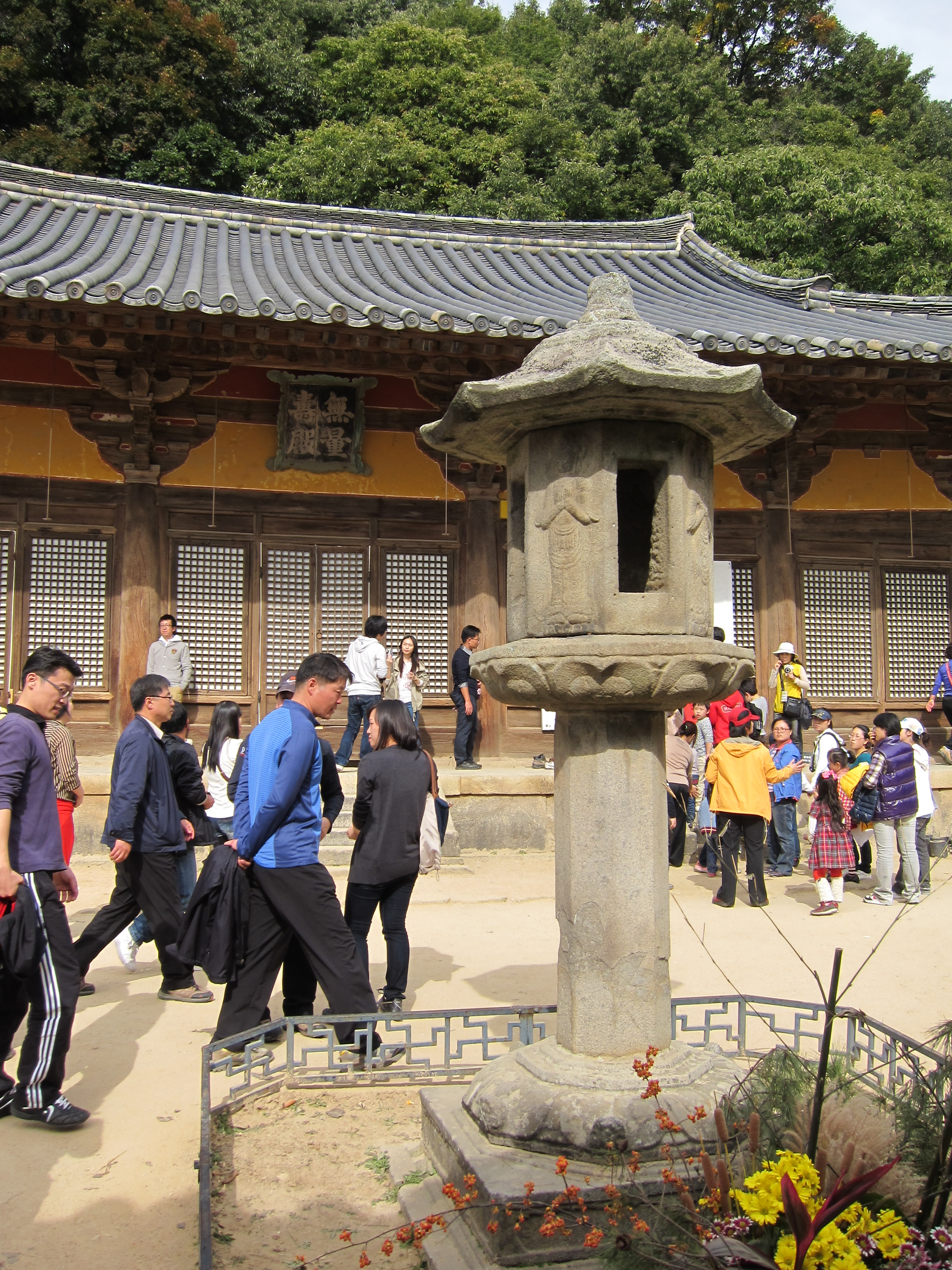
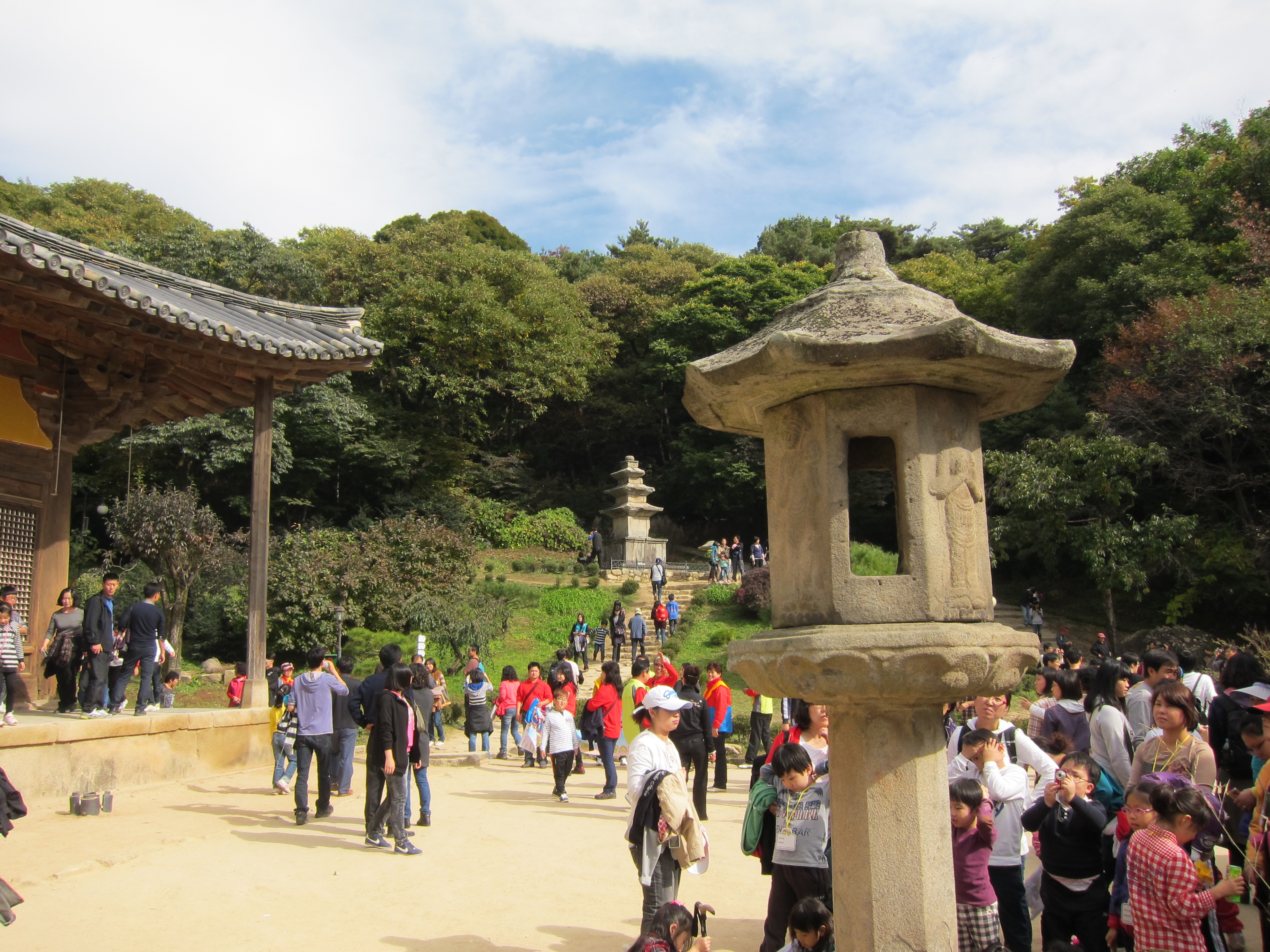
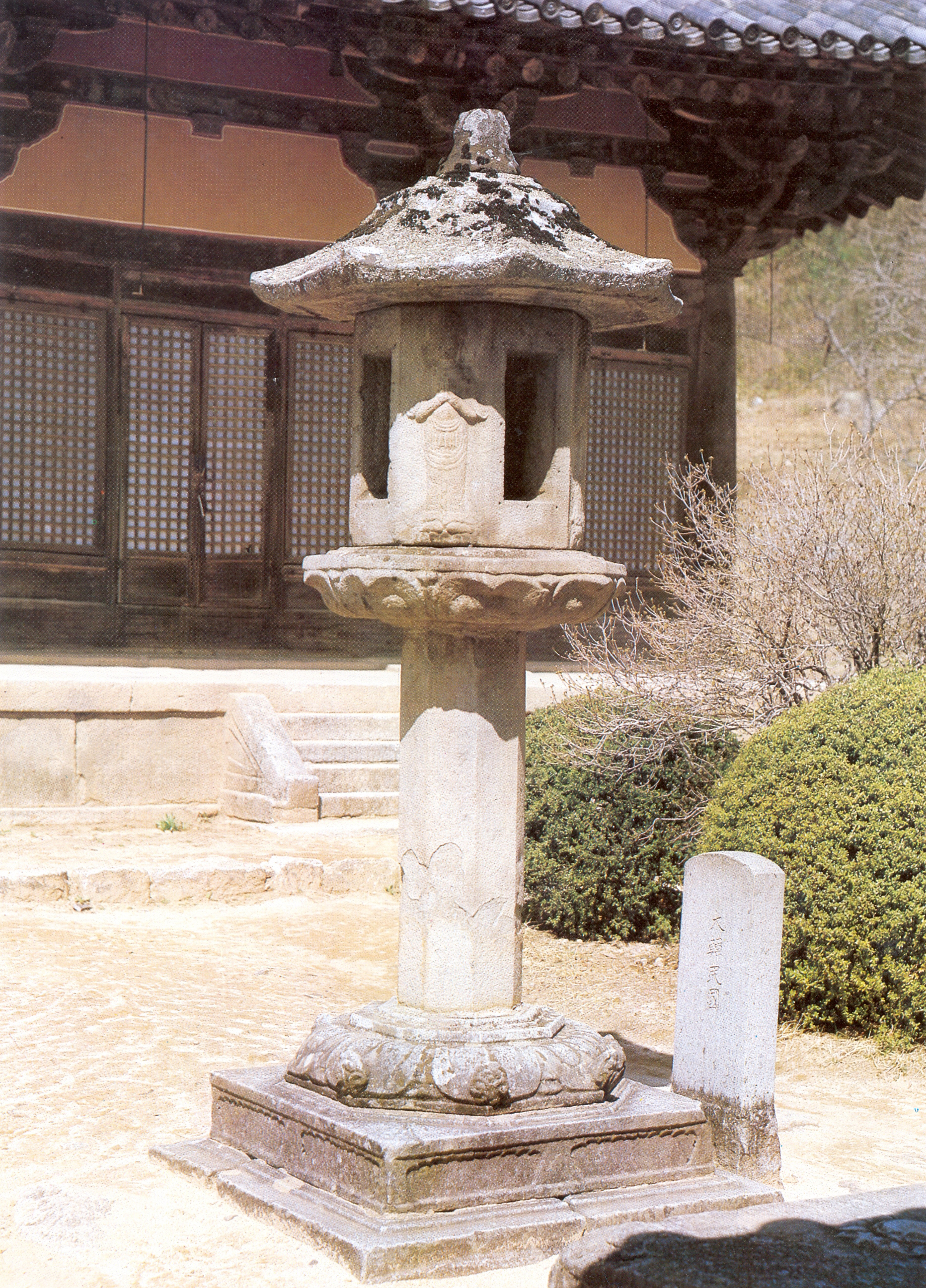
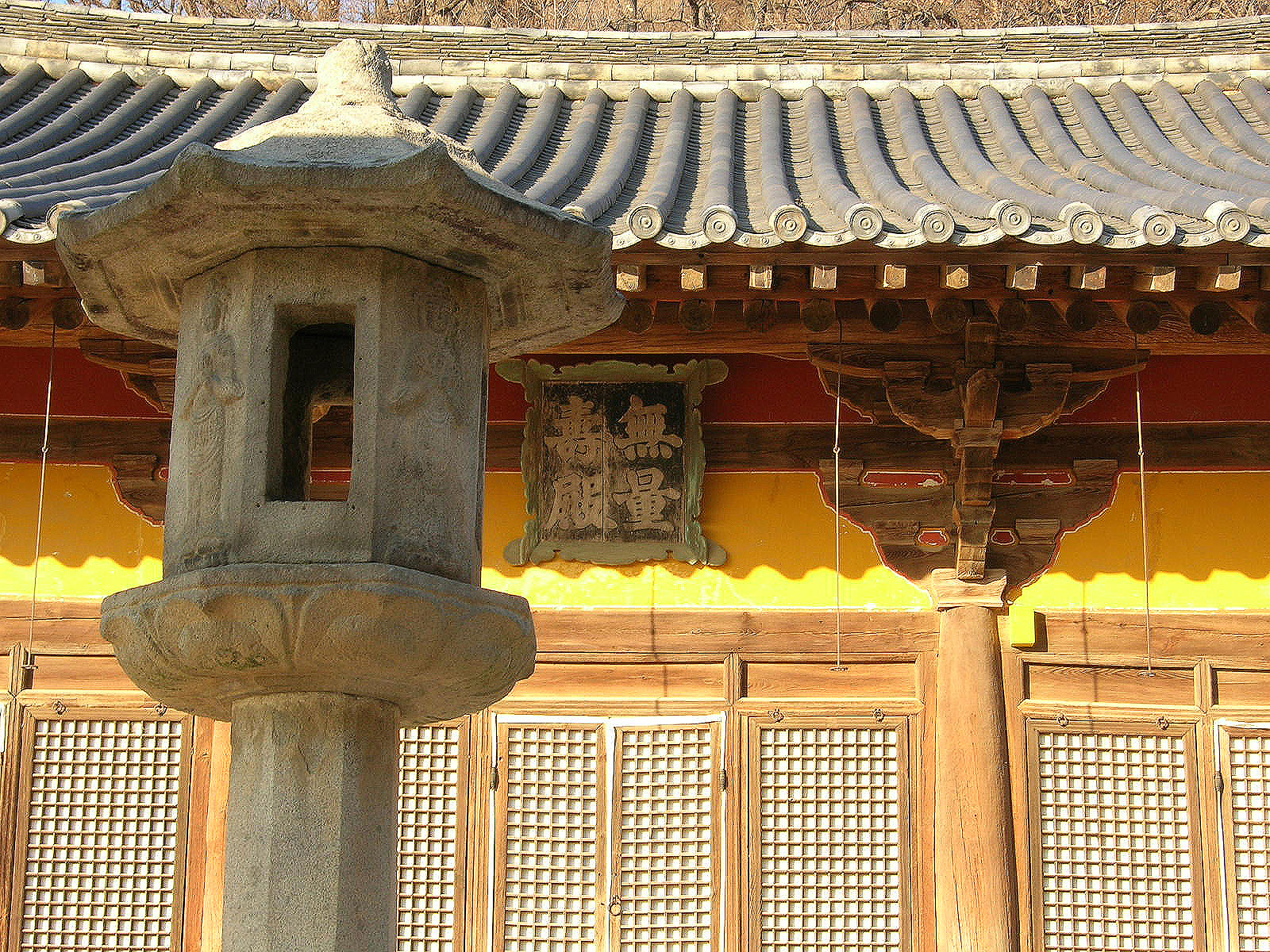